# 二硫苏糖醇
二硫苏糖醇（Dithiothreitol，简称为DTT）是一种小分子有机还原剂，化学式为C4H10O2S2。其还原状态下为线性分子，被氧化后变为包含二硫键的六元环状结构。二硫苏糖醇的名字衍生自苏糖（一种四碳单糖）。DTT的异构体为二硫赤糖醇（DTE），即DTT的C3-差向异构体。

## 还原性
DTT是一种很强的还原剂，其还原性很大程度上是由于其氧化状态六元环（含二硫键）的构象稳定性。它的氧化还原电势在pH为7时为-0.33伏。二硫苏糖醇对一个典型的二硫键的还原是由两步连续的巯基-二硫键交换反应所组成：
其中，第一步反应所形成的中间态很不稳定，因为DTT上的第二个巯基趋向于与被氧化的硫原子连接，使中间态很快被转化为DTT的环状氧化结构，从而完成对二硫键的还原。
DTT的还原力受pH值的影响，只在pH值大于7的情况下能够发挥还原作用。这是因为只有脱去质子的硫醇盐负离子（-S–）才具有反应活性，硫醇（-SH）则没有；而巯基的pKa一般为～8.3。

## 应用
DTT的用途之一是作为巯基化DNA的还原剂和去保护剂。巯基化DNA末端硫原子在溶液中趋向于形成二聚体，特别是在存在氧气的情况下。这种二聚化大大降低了一些偶联反应实验（如DNA在生物感应器中的固定）的效率；而在DNA溶液中加入DTT，反应一段时间后除去，就可以降低DNA的二聚化。
DTT也常常被用于蛋白质中雙硫键的还原，可用于阻止蛋白质中的半胱氨酸之间所形成的蛋白质分子内或分子间雙硫键。但DTT往往无法还原包埋于蛋白质结构内部（溶剂不可及）的雙硫键，这类雙硫键的还原常常需要先将蛋白质变性（高温加热或加入变性剂，如6M 盐酸胍、8M 尿素或1% SDS）。反之，根据DTT存在情况下，雙硫键还原速度的不同，可以判断其包埋程度的深浅。

## 特点
由于容易被空气氧化，因此DTT的稳定性较差；但冷冻保存或在惰性气体中处理能够延长它的使用寿命。由于质子化的硫的亲核性较低，随着pH值的降低，DTT的有效还原性也随之降低；而Tris(2-carboxyethyl)phosphine HCl（TCEP盐酸盐）可以作为低pH值条件下DTT的替代品，而且也比DTT更为稳定。